# Olympia Brownová
Olympia Brownová (5. ledna 1835 Prairie Ronde – 23. října 1926 Baltimore) byla americká liberální teoložka, univerzalistická duchovní a jedna z historicky prvních ordinovaných žen-duchovních ve světových i amerických dějinách. Do historie se zapsala také jako publicistka, spisovatelka a bojovnice za ženská práva a volební právo žen – sufražetka. Působila na různých místech USA, především ve městě Racine ve státě Wisconsin.

## Dílo
- Woman's Suffrage (1907)
- Democratic Ideals (1917)
- Suffrage and Religious Principle: Speeches and Writings of Olympia Brown (1988, posmrtně)